# Colonització curlandesa d'Amèrica

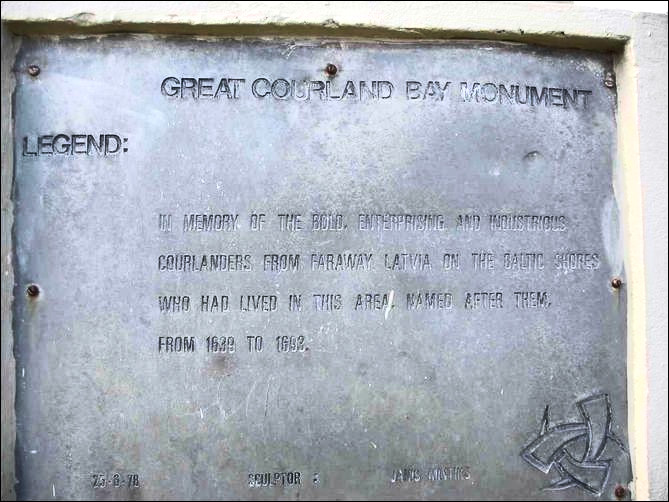
Monument commemoratiu de l'assentament del Ducat

La Colonització curlandesa d'Amèrica, va ser l'establiment de la creació d'una colònia a Tobago (Nova Curlàndia) entre el 1654 i el 1659 i de nou entre el 1660 i el 1689, per part del Ducat de Curlàndia i Semigàlia, el país europeu més petit que va tenir colònies a Amèrica.

## Antecedents històrics
Curlàndia es va establir com a ducat el 1561, un feu de la Confederació de Polònia i Lituània, a l'actual Letònia. Tenia una població de només 200.000 habitants. La minoria germànica bàltica era la classe educada, governant i mercantil. La majoria letona formava part de les classes rurals. Sota el duc Jacob Kettler, el ducat va arribar al cim de la seva prosperitat. Durant els seus viatges a l'Europa occidental, Jacob es va convertir en un fervent seguidor de les idees mercantilistes. El treball del metall i la construcció de vaixells es va desenvolupar molt. Es van establir relacions comercials amb els països veïns i també amb Gran Bretanya, França, els Països Baixos, Portugal i altres. Kettler va establir una de les més grans flotes mercants d'Europa, amb els ports principals a Windau (avui Ventspils) i a Libau (avui Liepāja).

## Colonització
Els vaixells del ducat ja realitzaven viatges comercials a les Índies Occidentals com a mínim des de 1637, quan un vaixell curlandès va intentar fundar una colònia a Tobago amb 212 colons. Un assentament europeu anterior a la mateixa illa, una colònia holandesa) fundada el 1628, havia estat destruïda pels espanyols uns mesos abans. La primera colònia curlandesa va ser un fracàs, com també ho va ser un segon intent el 1639. El 1642, dos vaixells sota les ordres del capità Caroon, amb gairebé 300 colons va intentar establir-se a la costa nord de l'illa, prop de la badia de Curlàndia però van ser foragitats aviat per nadius caribenys. Llavors l'atenció de Curlàndia es va fixar en Àfrica, on el 1651 el ducat va establir-hi amb èxit la seva primera colònia, a l'illa de Saint Andrew, al riu Gambia, i van aixecar-hi el Fort Jacob.
Al cap de poc, el 20 de maig de 1654, es va establir una nova colònia a Tobago quan va arribar-hi el vaixell Das Wappen der Herzogin von Kurland. El vaixell portava quaranta-cinc canons, vint-i-cinc oficials, 124 soldats curlandesos i vuitanta famílies de colons per ocupar Tobago. El capità Willem Mollens va batejar l'illa amb el nom de "Nova Curlàndia". Es va construir un fort al sud-oest de l'illa, també anomenat Jekabforts (Fort Jaume) amb un poble al voltant anomenat Jekaba pilseta (Ciutat Jaume). Altres llocs també van rebre noms curlandesos com la Gran badia de Curlàndia, la badia de Jaume, la finca de Curlàndia, Nova Jelgave, badia Liepaja i Petita badia de Curlàndia. Els curlandesos van construir una església evangèlica luterana durant el primer any a l'illa. Al cap d'uns mesos, una segona colònia holandesa es va establir a l'illa i aviat va sobrepassar a bastament en nombre de colons l'assentament curlandès. El 1657 van arribar 120 colons curlandesos més, però la colònia holandesa havia arribat a una població de 1.200 persones l'any següent, quan 500 colons francesos se'ls van unir.
Entre els béns que s'exportaven a Europa hi havia sucre, tabac, cafè, cotó, gingebre, anyil, rom, cacau, closques de tortuga, ocells tropicals i les seves plomes.
El Ducat de Curlàndia va ser un focus d'interès tant per Suècia com per Polònia. El 1635, l'exèrcit suec va entrar al territori del Ducat i van començar les guerres del Nord (1655-1660). El duc Jacob va ser fet presoner per l'exèrcit suec entre 1658 i 1660. Durant aquest període, ambdues colònies van ser preses per colons holandesos, molt més nombrosos, i la flota mercant i les factories van ser destruïdes. Els colons holandesos de Tobago van assetjar Jekabforts i van forçar la rendició de Hubert de Beveren, governador dels curlandesos. Curlàndia va entregar oficialment l'illa l'11 de desembre de 1659. La guerra va acabar el 1660 amb el tractat d'Oliwa (signat prop de Gdańsk), segons el qual Tobago havia de ser tornada a Curlàndia.
Els curlandesos van marxar de Tobago el 1666, possiblement després d'un atac pirata que va tenir lloc aquell any. El 1668 un vaixell curlandès va intentar reocupar Jekabforts, però els holandesos el van expulsar. El juliol de 1680, durant un curt període al final del govern de Jacob, va tenir lloc un intent fallit d'establir-hi de nou una colònia. Jacob va començar a reconstruir la flota i les factories, però el ducat mai va arribar a l'anterior nivell de prosperitat. L'illa va estar abandonada des del març de 1683 fins al juny de 1686. El maig de 1690 els curlandesos van abandonar definitivament l'illa de Tobago, després que el govern de Curlàndia hagués venut l'illa l'any anterior, encara que es va nomenar un governador en absència fins al 1795.
El monument a Curlàndia, prop de la badia de Curlàndia, commemmora els assentaments del Ducat.

## Governadors de Nova Curlàndia (Tobago)
| 1642-1643  | Edward Marshall   |
| 1643–1650  | Cornelius Caroon  |
| 1654- 1656 | Adrien Lampsius   |
| 1656–1659  | Hubert de Beveren |